# Criteuil-la-Magdeleine
Criteuil-la-Magdeleine är en kommun i departementet Charente i regionen Nouvelle-Aquitaine i västra Frankrike. Kommunen ligger  i kantonen Segonzac som ligger i arrondissementet Cognac. År 2022 hade Criteuil-la-Magdeleine 403 invånare.

## Befolkningsutveckling
Antalet invånare i kommunen Criteuil-la-Magdeleine
Referens:INSEE